# Serafino Dubois
Serafino Dubois (10. října 1817, Řím – 15. ledna 1899, tamtéž) byl italský šachový mistr a teoretik, v polovině 19. století nejlepší italský hráč.
Serafino Dubois hrál šachy od svých čtrnácti let. Byl pokračovatelem italské šachové školy, jejíž zásady se snažil v praxi ověřit v zápasech s mnoha předními šachisty své doby.
Roku 1846 sehrál v Římě mnoho partií s anglickým šachistou Marmadukem Wyvillem a zvítězil nad ním 55:26. V další sérii mu poskytl výhodu tahu a pěšce a prohrál 30:39.
Roku 1847 Dubois vedl první italskou šachovou rubriku v římském časopsie L'Album.
Roku 1855 navštívil Dubois Paříž a sehrál zde v Café de la Régence několik zápasů. Julesa Arnouse de Rivièra porazil 21:8 (=3), nad C. A. Seguinem zvítězil 4:0 (=2) a nad J. Budzinskym 12:5 (=3). Prohrál jen s méně známým M. Lecrivainem v poměru 1:4. Roku 1856 sehrál další zápas s Rivièrem, jehož výsledek je ztracen a v Turíně porazil Kowského 11:1 (=1).
Roku 1859 spolupracoval v Římě na vydávání prvního italského šachového časopisu La Rivista degli Scacchi 
Roku 1862 dosáhl Dubois svého nejvýznamnějšího mezinárodního výsledku, kdy byl pátý (v konkurenci čtrnácti předních světových hráčů) na mezinárodním šachovém turnaji v Londýně roku 1862 za Adolfem Anderssenem, Louisem Paulsenem, Johnem Owenem a G. A. MacDonnellem, přičemž na turnaji porazil budoucího mistra světa Wilhelmem Steinitze. V témže roce však se Steinitzem prohrál zápas v poměru 3:5 (=1), ale zvítězil nad Corneliem Bonnetim
 a dvakrát nad Valentinem Greenem 5:0 (=0) a 5:0 (=1)
V dubnu roku 1863 se Dubois přestěhoval jako učitel italštiny do Nizozemska, ale po dvou letech jej chronická bronchitida donutila k návratu zpět do Itálie, kde se plně koncentroval na sepisování svých děl o šachových zahájeních a o propagaci italských šachových pravidel:
- Le principali apertura del gioco degli scacchi secondo i due diversi sistemi, italiano e francese (1868–1873, tři díly), teorie zahájení podle italských a evropských pravidel,
- L'arroccamento italiano e l'arroccamento francese ed europeo (1874), publikace týkající se italských a evropských pravidel rošády.

V oblasti šachové teorie je známa Duboisova varianta v Hamppe-Muziovu gambitu ve Vídeňské hře 1.e4 e5 2.Jc3 Jc6 3.f4 exf4 4.Jf3 g5 5.Sc4 g4 6.0-0 gxf3 7.Dxf3 Je5 8.Dxf4 Qf6 a Dubois-Retiho obrana ve Skotském gambitu 1.e4 e5 2.Jf3 Jc6 3.d4 exd4 4.Sc4 Jf6.